# Cinasa lligada a les integrines
La cinasa lligada a les integrines (en anglès:Integrin linked quinase. ILK DKFZp686F1765; ILK-2, P59) és una proteïna de 59kDa. Des del seu descobriment, la ILK s'ha associat amb múltiples funcions cel·lulars, com la migració cel·lular, la proliferació cel·lular, les adhersions cèl·lulars, la transducció de senyals i contribueix a la regulació de l'òxid nítric, que actua sobre la fisiologia del vas sanguini.
La ILK es produeix de forma regular en la paret de les artèries sanes, però és absent en casos d'ateroesclerosi on es dificulta el flux sanguini per l'acumulació de greix i residus. ILK podria se la proteïna clau per dissenyar tractaments de la hipertensió arterial.
El 2008, ILK es va trobar que es localitza al centrosoma i regula l'organització del fus mitòtic.

## Interaccions
La cinasa lligada a les integrines s'ha demostrat que interacciona amb LIMS1, AKT1, i ACP6.